# باروت (كيبك)
باروت (بالإنجليزية: Barraute, Quebec)‏ هي بلدية محلية في كيبيك تقع في كندا في Abitibi Regional County Municipality. يقدر عدد سكانها بـ 1,980 نسمة ومساحتها 504.10 كم2 .